# 2219 Mannucci
A 2219 Mannucci (ideiglenes jelöléssel 1975 LU) a Naprendszer kisbolygóövében található aszteroida. Félix Aguilar Obszervatórium fedezte fel 1975. június 13-án.